# جشنواره وب و موبایل ایران
جشنواره وب و موبایل ایران، جشنواره‌ای در زمینه سایت‌ها و نرم‌افزارهای موبایل در ایران است که از سال ۱۳۸۷ به صورت سالانه برگزار می‌گردد.

## انتقادها به داوری
برگزارکنندگان جشنواره در مصاحبه‌ای تأیید کردند که در دورهای دوم و سوم جشنواره «به دلیل تعداد کم داوران» گاهی «نگاهی ویژه» به یک سایت وجود داشته‌است اما در دورهای بعدی با بیشتر شدن تعداد داوران این شبهه برطرف شده‌است، همچنین دلیل دیگر را «انتقادهایی بعضاً مخرب» شرکت‌کنندگان «بازنده» عنوان کرده‌اند.

## دوره‌ها
- دوره پنجم - ثبت‌نام از ۱۷ آذر ۱۳۹۱تا دی ۱۳۹۱ به صورت آنلاین انجام شد.[۲] هیئت داوران از بین ۶۰۵۲ سایت نامزدهای شرکت در رقابت نهایی را در فاصله دی تا بهمن ۱۳۹۱ انتخاب کردند و برندگان در دو بخش منتخب هیئت داوران و منتخب مردمی در تاریخ ۲۶ بهمن ۱۳۹۱ در مراسم اختتامیه جشنواره معرفی شدند.[۳][۴][۵]
- دوره دهم - همن ۱۳۹۶ در تهران برگزار شد. افزودن بخش «شورای داوری» به فرایندهای داوری جشنواره.[۶]
- دوره یازدهم - در تاریخ ۲۵ و ۲۶ بهمن ماه سال ۱۳۹۷ در سالن پژوهشگاه نیرو تهران برگزار گردید. در این مراسم محمدجواد آذری جهرمی به عنوان وزیر ارتباطات و فناوری اطاعات و سورنا ستاری به عنوان معاون علمی و فناوری رئیس‌جمهور ایران سخنرانی کردند. تغییر گروه‌ها با توجه به پیشنهادهای شورای داوری در سال ۱۳۹۶ و آنلاین شدن رای‌گیری در شورای داوری، از تغییرات اصلی این دوره جشنواره بود.[۷]